# Bogus
Bogus är en amerikansk långfilm från 1996 i regi av Norman Jewison, med Whoopi Goldberg och Gérard Depardieu i huvudrollerna.

## Handling
Sjuåriga Albert Franklin (Haley Joel Osment) har en mamma som jobbat som assistent till en magiker i Las Vegas. När hans mamma plötsligt dör skickas Albert för att bo med sin mammas fostersyster Harriet (Whoopi Goldberg). Albert har en låtsaskompis som heter Bogus (Gérard Depardieu), en fransk magiker som hjälper pojken att hantera sin nya livssituation. Harriet ser också Bogus och vänjer sig snart vid den konstiga fransmannen.

## Rollista
| Whoopi Goldberg   | – Harriet           |
| Gérard Depardieu  | – Bogus             |
| Haley Joel Osment | – Albert Franklin   |
| Nancy Travis      | – Lorraine Franklin |
| Andrea Martin     | – Penny             |
| Denis Mercier     | – Monsieur Antoine  |
| Ute Lemper        | – Babette           |
| Sheryl Lee Ralph  | – Ruth Clark        |